# Virgilio Lai
Virgilio Lai (Ulassai, 1º agosto 1926 – Cagliari, 6 aprile 2009) è stato un fotografo italiano.

## Infanzia
Nacque a Ulassai, in rione Coccoreddu, figlio di Potito Lai e Maria Demurtas. Primogenito di cinque figli, seguì tutte le elementari e le medie a Ulassai,  mentre le superiori a Nuoro, dove si diplomò ragioniere.
Nipote di Maria Lai, era anche fratello della scrittrice Maria Pia Lai Guaita.

## Attività giornalistica e macchina fotografica
All'età di 18 anni si trasferì insieme al padre a Cagliari dove iniziò a collaborare presso il giornale La Nuova Sardegna ed all'organo ufficiale del sardismo "Il Solco". Qui strinse amicizia con il politico Anselmo Contu, con Pietro Soggiu e con Pietro Melis. Il 15 maggio 1949 divenne il primo addetto all'ufficio stampa del Consiglio Regionale, assunto proprio da Anselmo Contu, come cronista politico.

## Fondatore della Edes "Edizioni Democratiche Sarde"
All'età di 45 anni nel 1971 inaugurò la "Edes edizioni", Edizioni Democratiche Sarde, una delle maggiori case editrici sarde. Nei vari comitati di coordinamento ci sono i giornalisti di rilievo quali Manlio Brigaglia, Nino Carrus, Graziella Sedda Delitala, Bruno Anatra, Giuseppe Serri, Elena Fasano Guarini, Maria Rosa Cardia, Gianpaolo Pisu. Ad aprile dello stesso anno la casa editrice pubblicò La Rivoluzione sarda e Il Giornale di Sardegna 1795-1796. Nel 1973 uscì La nostra storia per immagini, con prefazione di Umberto Cardia, libro che ebbe buon successo e servì per formare i documenti della Casa Museo Antonio Gramsci di Ghilarza. Nel maggio 1975 fu pubblicata una delle opere più importanti di Virgilio Lai: Periodici democratici e numeri unici, che lo porterà ad una ricerca instancabile in diverse biblioteche ed archivi storici per certificare che cosa avviene nella pubblicistica e nello studio delle immagini sarde dal 1943 al 1949, anni cruciali per l'informazione pubblica. Egli riportò così alla luce un numero significativo di giornali pressoché sconosciuti, legati indissolubilmente al movimento operaio ma anche alla crisi ideologica diffusa maggiormente nei giovani del dopoguerra. Di lì a poco proporrà un'indagine attenta e non episodica del dopoguerra, denunciando il processo di disgregazione del blocco sociale, alterato da anni di Fascismo. Negli anni Settanta usciranno i libri di Clara Gallini e Giulio Angioni.
La macchina fotografica fu sempre presente in tutte le attività: le foto da lui scattate prima con una Voigtländer, poi con una Leica e una Pentax modello Reflex, serviranno a documentare tutti i suoi viaggi in tutta l'isola, divenendo uno dei documentaristi più attenti della società sarda del dopoguerra. 
Morì nella sua casa di Cagliari all'età di 83 anni.
Una parte composta da circa 10000 fotografie, dell'enorme mole di lavoro oggi è conservata presso il Comune di Ulassai grazie ad una donazione postmortem del parenti del fotografo.

## Curiosità
- Virgilio Lai era cugino e grande amico di Angelo Demurtas, sua moglie Marilena Cannas è stata una nota scrittrice.